# Комсомольськ (смт)
Комсомо́льськ (рос. Комсомольск) — селище міського типу у складі Тісульського округу Кемеровської області, Росія.

## Населення
Населення — 2294 особи (2010; 2631 у 2002).